# Töreboda köping
Denna artikel handlar om den tidigare kommunen Töreboda köping. För orten se Töreboda, för dagens kommun, se Töreboda kommun.
Töreboda köping  var en tidigare kommun i Skaraborgs län.

## Administrativ historik
Köpingen bildades 1909 genom en utbrytning ur Björkängs landskommun där Töreboda inrättades som municipalsamhälle 1883. Landskommunen inkorporerades i sin helhet 1939 i köpingen. Vid kommunreformen 1952 inkorporerades i köpingen Bäcks landskommun och Fredsbergs landskommun. 1971 omvandlades köpingen till Töreboda kommun.

Köpingen tillhörde fram till 1939 Björkängs församling. År 1939 bytte denna församling namn till Töreboda församling. Den 1 januari 1952 tillkom Bäcks församling och Fredsbergs församling.

## Heraldiskt vapen
Blasonering: I fält av guld en blå stolpe, överlagd med ett par bjälkvis ställda svarta tvillingsträngar.
Det gula symboliserar åkrarna runt kommunen, det blå är Göta kanal som flyter genom samhället och det svarta den korsande västra stambanan över Göta kanal.

## Geografi
Töreboda köping omfattade den 1 januari 1952 en areal av 146,98 km², varav 140,26 km² land.

### Tätorter i köpingen 1960
I Töreboda köping fanns tätorten Töreboda, som hade 3 259 invånare den 1 november 1960. Tätortsgraden i köpingen var då 57,2 procent.

## Politik

### Mandatfördelning i valen 1938-1966
| 10 | 5 | 4 | 6 |

| 23 |

| 10 | 4 | 4 | 7 |

| 23 |

| 2 | 9 | 4 | 4 | 6 |

| 24 |

| 13 | 9 | 7 | 6 |

| 31 |

| 12 | 7 | 9 | 7 |

| 30 | 5 |

| 12 | 10 | 6 | 7 |

| 31 |

| 13 | 11 | 5 | 6 |

| 31 |

| 12 | 12 | 6 | 5 |

| 30 | 5 |